# Max Porter
Max Porter (High Wycombe, 1981) is een Brits schrijver die enkele prijzen voor zijn werk ontving.

## Biografie
Hij studeerde aan het Courtauld Institute te Londen en behaalde een Master of Arts in kunstgeschiedenis. Hij werkte enige tijd als boekenverkoper en won de Bookseller of the Year Award in 2009. Hij was tevens redacteur bij Granta and Portobello Books tot 2019.
Hij is woonachtig te Bath.

## Prijzen en nominaties
- 2016 - International Dylan Thomas Prize.
- 2016 - The Sunday Times/PFD Young Writer of the Year Award.
- 2017 - Europese Literatuurprijs
- 2024 - Nominatie Beste Boek voor Jongeren voor de Nederlandse vertaling van Shy